# Har Gillo
Har Gillo (hebr. הר גילה) – wieś i osiedle żydowskie położone w Samorządzie Regionu Gusz Ecjon, w Dystrykcie Judei i Samarii, w Izraelu.

## Położenie
Osiedle jest położone w bloku Gusz Ecjon w górach Judzkich, w odległości 5 km na południe od Jerozolimy, w Judei w otoczeniu terytoriów Autonomii Palestyńskiej.

## Historia
Osadę założyli w 1968 żydowscy osadnicy. Jej nazwa nawiązywała do starożytnego miasta Gillo, które było położone w tej okolicy.